# Suore della Vera Croce
Le Suore della Vera Croce, Figlie della Chiesa (in spagnolo Hermanas de la Vera Cruz, Hijas de la Iglesia; sigla H.V.C.H.I.), sono un istituto religioso femminile di diritto pontificio.

## Storia
La congregazione fu fondata il 10 gennaio 1952 a Orizaba, nello stato messicano di Veracruz, dal sacerdote Edmundo Iturbide Reygondaud, dei missionari dello Spirito Santo, insieme con Martha Christlieb y de Ybarrola, già suora della congregazione delle missionarie di Gesù Sacerdote, e venti sue consorelle.
L'istituto fu approvato come congregazione di diritto diocesano il 18 ottobre 1960.

## Attività e diffusione
Le suore collaborano al lavoro nelle parrocchie e all'istruzione della gioventù.
Sono presenti in Messico; la sede generalizia è a Orizaba, nello stato messicano di Veracruz.
Alla fine del 2015 l'istituto contava 83 religiose in 11 case.